# Rochester (Indiana)
Rochester è un comune (city) degli Stati Uniti d'America e capoluogo della contea di Fulton nello Stato dell'Indiana. La popolazione era di 6,218 persone al censimento del 2010.

## Storia
Rochester è stata progettata nel 1835. Il fondatore Alexander Chamberlain decise di chiamarla così in omaggio alla sua città natale, Rochester, nello Stato di New York. L'ufficio postale di Rochester è stato istituito nel 1836.
Il Potawatomi Trail of Death è passato attraverso la città nel 1838.
Rochester è stata incorporata come città nel 1853.

## Geografia fisica
Secondo lo United States Census Bureau, ha un'area totale di 5,801 miglia quadrate (15,02 km²).

## Società

### Evoluzione demografica
Secondo il censimento del 2010, c'erano 6,218 persone.

### Etnie e minoranze straniere
Secondo il censimento del 2010, la composizione etnica della città era formata dal 95,9% di bianchi, lo 0,6% di afroamericani, lo 0,4% di nativi americani, lo 0,9% di asiatici, l'1,0% di altre razze, e l'1,2% di due o più etnie. Ispanici o latinos di qualunque razza erano il 3,4% della popolazione.